# Ernő Nagy
Pour les articles homonymes, voir Nagy.
Ernő Nagy, né le 2 août 1898 à Făget dans l'empire austro-hongrois et mort le 8 décembre 1977 à Budapest en Hongrie, est un militaire et escrimeur hongrois pratiquant le sabre.

## Carrière
En 1932, Nagy devient champion olympique de sabre par équipe lors des Jeux olympiques de Los Angeles. 
Il est médaillé trois fois en bronze aux championnats de Hongrie d'escrime en 1931, 1932 et 1933.